# TUI fly Belgium
TUI Airlines Belgium S.A., conosciuta commercialmente anche come TUIfly, è una compagnia aerea charter con sede a Zaventem e con base operativa presso l'Aeroporto di Bruxelles-National.
Dalla fondazione, avvenuta nel 2003, fino al 2012 ha effettuato voli charter per poi dedicarsi ai voli di linea a basso costo principalmente verso le mete di vacanza europee.
TUIfly opera un insieme di 163 collegamenti verso 105 aeroporti sul Mar Mediterraneo, Mar Rosso, Caraibi, Isole Canarie, Africa ed Asia. La base principale era l'Aeroporto di Bruxelles, ma buona parte dei voli si imperniavano su altri 5 aeroporti: l'Aeroporto di Liegi-Bierset, l'Aeroporto di Ostenda e l'Aeroporto di Anversa-Deurne in Belgio, l'Aeroporto Internazionale Mohammed V di Casablanca e l'Aeroporto di Marrakech-Menara in Marocco.

## Storia
TUI Airlines Belgium N.V. fu fondata nel novembre 2003 come compagnia aerea del tour operator belga Jetair e parte del gruppo turistico TUI. I progetti originali erano di utilizzare due soli aerei, ma dopo che l'aerolinea charter Sobelair (precedentemente utilizzata da Jetair) cessò le operazioni di volo, furono inseriti in flotta 5 velivoli.
Il 23 novembre 2005 la compagnia assunse il nome Jetairfly, come parte del progetto di rebranding "Jetair", ma ha continuato ad essere conosciuta e commercializzata come TUI Airlines.
Nell'ottobre 2009 entrava in servizio un Boeing 767-300ER; questo velivolo presentava una livrea differente: il nome Jetairfly era stato sostituito dalla scritta "gestito da TUI Airlines Belgium", per permetterne l'utilizzo anche da parte degli altri tour operator del gruppo.
Nel gennaio 2012 TUI Airlines Belgium/Jetairfly annunciava che Jet4you, compagnia aerea low cost marocchina, anch'essa sussidiaria del gruppo TUI, sarebbe stata pienamente integrata. La fusione fu completata nel mese di aprile.
Nel mese di marzo avvenne un importante cambiamento: la società iniziò ad operare unicamente voli di linea a basso costo; in conseguenza di ciò tutti i voli potevano essere prenotati anche da parte di cittadini non risiedenti nell'Unione Europea.
All'inizio del 2013 TUI Airlines Belgium/Jetairfly fu la prima aerolinea "turistica" al mondo a introdurre in flotta l'Embraer 190. Nell'autunno fu inaugurata Jetairport, la nuova struttura contenente gli uffici e gli hangar di manutenzione nell'aeroporto di Bruxelles. Nel dicembre fu la prima società aerea belga ad introdurre in flotta il nuovo Boeing 787 Dreamliner.
Il 14 novembre 2014 Jetairfly siglava un accordo di wet lease con ECAir, la compagnia di bandiera della Repubblica del Congo, per la fornitura di quattro aeromobili completi di equipaggio a partire da metà 2015.
Il 13 maggio 2015 il Gruppo TUI annunciava che, entro il 2018, tutte e cinque le compagnie aeree di proprietà sarebbero state riunite sotto il marchio TUI, pur mantenendo ciascuna il proprio certificato di operatore aereo. Il 18 ottobre 2016 è stato infatti l'ultimo giorno di operazioni con il marchio Jetairfly, in quanto dal giorno successivo ha riassunto il nome TUIfly Belgium per distinguersi dalle altre del gruppo.
Attualmente TUIfly Belgium è la seconda maggiore aviolinea del Belgio dopo Brussels Airlines.

## Flotta

### Flotta attuale

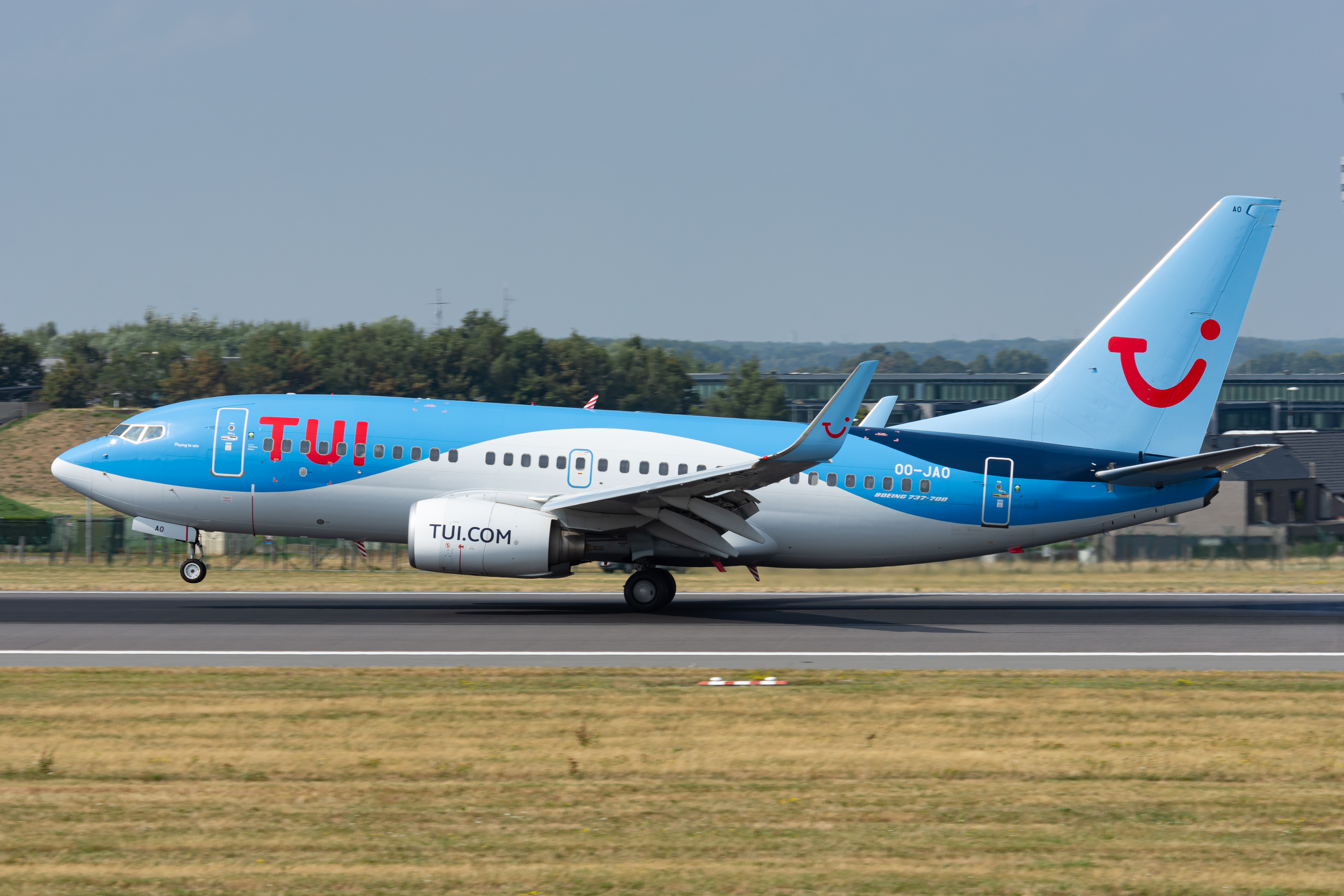
Un Boeing 737-700.

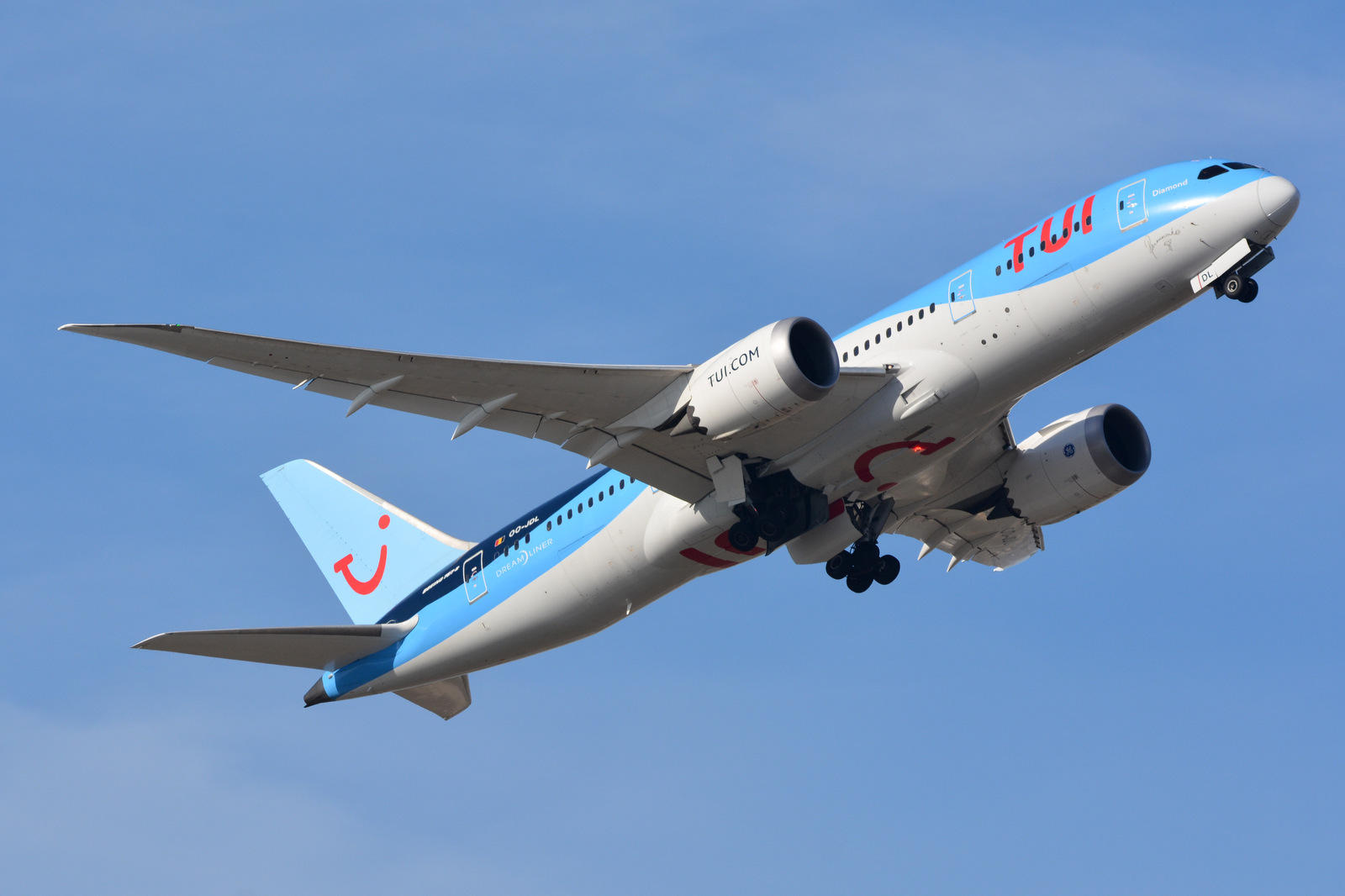
Un Boeing 787-8.

Ad ottobre 2024 la flotta di TUI fly Belgium era così composta:

### Flotta storica

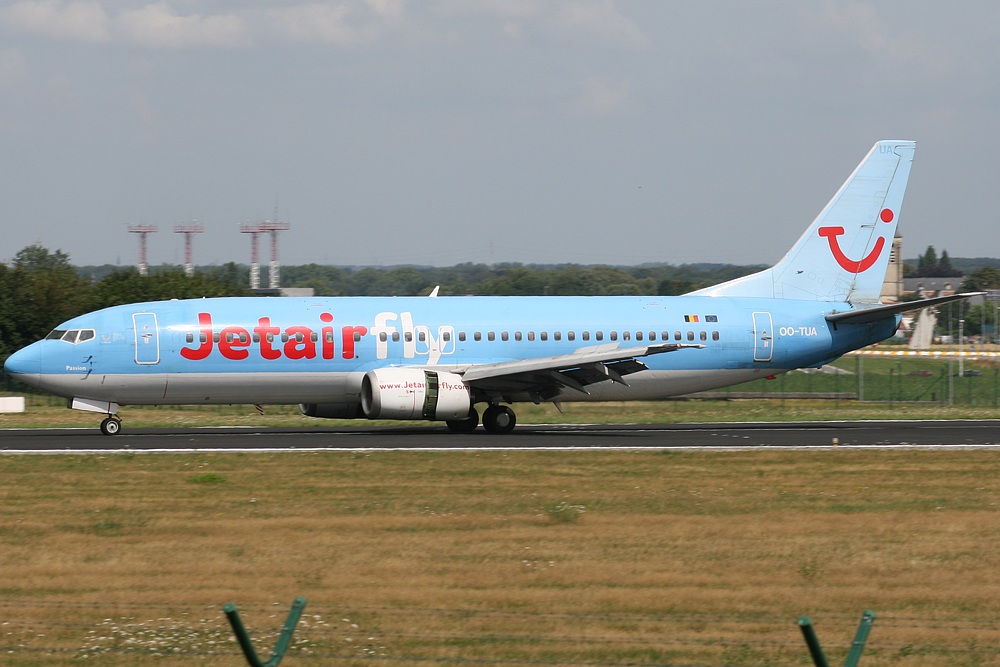
Un Boeing 737-400.

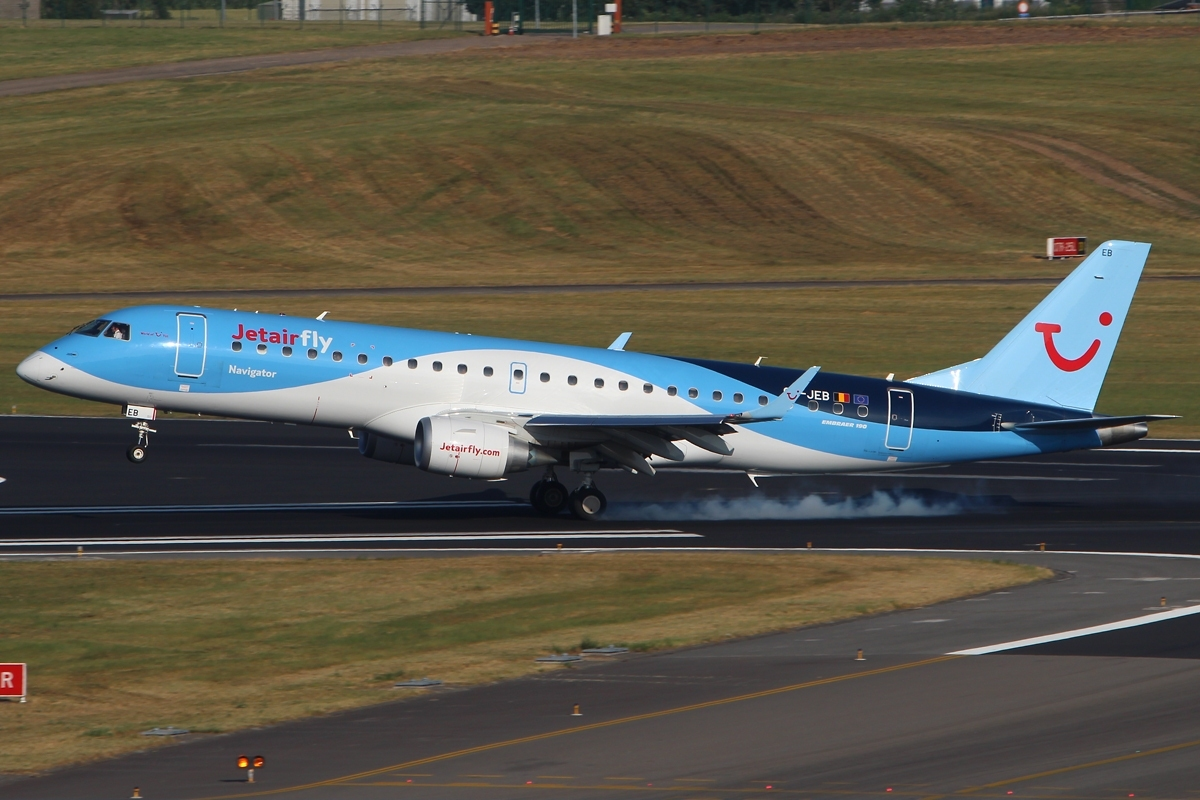
Un Embraer E-190.

In precedenza sono stati utilizzati i seguenti tipi di aerei: